# Hạt đại diện tông tòa
Hạt đại diện tông tòa (tiếng Latinh: Vicariatus Apostolicus), cũng gọi là địa phận tông tòa, là một khu vực tài phán trong Giáo hội Công giáo Rôma dưới sự coi sóc của một giám mục hiệu tòa được gọi là đại diện tông tòa. Các hạt đại diện tông tòa được giáo hoàng thiết lập ở các vùng truyền giáo hoặc các quốc gia vẫn chưa thành lập được giáo phận chính tòa.
Chức vụ Đại diện Tông Tòa luôn ở trạng thái tạm thời, mặc dù có thể kéo dài đến cả hàng chục năm hoặc cả một thế kỷ, hoặc hơn. Khu vực có đại diện Tông Tòa cũng luôn ở trạng thái kỳ vọng có đủ số lượng người Công giáo để thiết lập một giáo phận.
Vị đại diện Tông Tòa thường là một giám mục hiệu tòa từ nơi khác đến hoặc từ các giáo phận lân cận, trong trường hợp hiếm hoi là một linh mục đảm nhận (nhưng thẩm quyền hạn chế hơn). Vùng lãnh thổ của Hạt đại diện Tông Tòa được định nghĩa là một giáo hội địa phương đặc thù theo điều 371.1 của Bộ Giáo Luật, thẩm quyền của một đại diện Tông Tòa là thực hiện theo lệnh của giáo hoàng nên lãnh thổ đó đến trực thuộc giáo hoàng (vì ông là giám mục của giáo hội toàn cầu). Thẩm quyền này khác với thẩm quyền của một giám mục giáo phận, bởi vì giám mục giáo phận có thẩm quyền trực tiếp trên lãnh thổ mà ông được bổ nhiệm cai quản.
Hạt đại diện Tông Tòa và Phủ doãn Tông Tòa giống nhau về cơ chế lãnh thổ tạm thời, nhưng khác nhau ở chỗ là Phủ doãn Tông Tòa không thể nâng cấp lên thành giáo phận như Hạt đại diện Tông Tòa. Và người quản nhiệm Phủ doãn Tông Tòa luôn là linh mục chứ không phải giám mục như Hạt đại diện Tông Tòa. Các trường hợp đặc biệt khác mà ngày nay gần như ít được tổ chức thành lập thêm đó là Phương tự trị (sui iuris). Cơ chế này những dành cho các Giáo hội theo nghi lễ Đông Phương.
Cấp bậc tổ chức lãnh thổ theo mức độ hoàn thiện tăng dần của Giáo hội Công giáo Rôma là: Vùng truyền giáo, Phủ doãn Tông Tòa, Hạt đại diện Tông Tòa, Giáo phận.